# 1954 dans le catholicisme
Chronologie du catholicisme
- 1950
- 1951
- 1952
- 1953
- 1954
- 1955
- 1956
- 1957
- 1958

Cet article présente les faits marquants de l'année 1954 dans le catholicisme.

## Évènements
- 29 mai : canonisation du pape Pie X.
- 12 juin : canonisation de Dominique Savio, Pierre Chanel, Gaspard del Bufalo, Joseph Pignatelli et Marie-Crucifiée de Rosa.
- 11 juillet : consécration de la Basilique Sainte-Thérèse de Lisieux.
- 11 octobre : publication de l'encyclique Ad caeli Reginam, proclamation de Marie, "Reine du Ciel"
- 21 novembre : béatification de Jean-Martin Moyë.

## Naissances
- 4 janvier : Angelo De Donatis, cardinal italien de la Curie, précédemment archevêque titulaire de Motula (de)
- 23 janvier : Paul Richard Gallagher, prélat britannique de la Curie, diplomate du Saint-Siège et archevêque titulaire d'Hodelm (de)
- 26 janvier : William Nolan, prélat écossais, archevêque de Glasgow
- 29 janvier : Bienheureuse Rani Maria Vattalil, religieuse, travailleuse sociale et martyre indienne († 25 février 1995)
- 5 février : Robert McElroy, cardinal américain, évêque de San Diego
- 10 février : Fachtna O'Driscoll, prêtre irlandais, supérieur général de la Société des missions africaines
- 20 février : Karlheinz Diez, prélat allemand, évêque auxiliaire de Fulda et évêque titulaire de Villa Regis (de)
- 23 février : Hlib Lonchyna, prélat grec-catholique ukrainien, évêque de Londres des Ukrainiens
- 16 mars : Léon Lemmens, prélat belge, évêque auxiliaire de Malines-Bruxelles et évêque titulaire de Municipa (de) († 2 juin 2017)
- 17 mars : Wolfgang Ipolt, prélat allemand, évêque de Görlitz
- 18 mars : Giambattista Diquattro, prélat italien, diplomate du Saint-Siège et archevêque titulaire de Giru Mons (de)
- 5 avril : Horacio Valenzuela, prélat chilien, évêque de Talca
- 14 avril : 
  - Bruno Cadoré, prêtre dominicain français, maître de l'Ordre des Prêcheurs
  - Philippe Capelle-Dumont, prêtre, enseignant et philosophe français
- 17 avril : Wojciech Drozdowicz, prêtre et animateur de télévision polonais
- 13 mai : Jean-Claude Makaya Loembe, prélat congolais, évêque de Pointe-Noire destitué pour sa mauvaise gestion
- 19 mai : Greg Boyle, prêtre jésuite américain, opposant aux gangs
- 28 mai : Paul-André Durocher, prélat canadien, archevêque de Gatineau
- 13 juin : 
  - Heiner Koch, prélat allemand, archevêque de Berlin
  - Désiré Tsarahazana, cardinal malgache, archevêque de Toamasina
- 26 juin : Matthias Heinrich, prélat allemand, évêque auxiliaire de Berlin et évêque titulaire de Thibaris (de)
- 2 juillet : Gregor Maria Hanke, prélat bénédictin allemand, évêque d'Eichstätt
- 3 juillet : Jean-Pierre Batut, prélat français, évêque auxiliaire de Toulouse et évêque titulaire de Maillezais
- 13 juillet : Michael Barber, prélat américain, évêque d'Oakland
- 16 juillet : Moacir Silva, prélat brésilien, archevêque de Ribeirão Preto
- 20 août : Aldo Giordano, prélat italien, diplomate du Saint-Siège et archevêque titulaire de Tamada (de) († 2 décembre 2021)
- 29 août : Sérgio Aparecido Colombo (pt), prélat brésilien, évêque de Bragança Paulista (pt)
- 30 août : Norbert Turini, prélat français, archevêque de Montpellier
- 14 septembre : 
  - Pierre Claver Malgo, prélat burkinabé, évêque de Fada N’Gourma (de)
  - Benoît Rivière, prélat français, évêque d'Autun
- 15 septembre : Olivier Artus, prêtre, exégète et enseignant français
- 2 octobre : Maria Orsola Bussone, jeune laïque italienne réputée pour sa sainteté, vénérable († 10 juillet 1970)
- 23 octobre : Denis Grondin, prélat canadien, archevêque de Rimouski
- 7 novembre : Jean-Christophe Lagleize, prélat français, évêque de Metz
- 13 novembre : Angelo Spina, prélat italien, archevêque d'Ancôme-Osimo
- 16 décembre : Marco Frisina, prêtre, musicien, compositeur et chef d'orchestre italien
- 19 décembre : Nikolaus Messmer, prélat jésuite russe allemand, administrateur apostolique du Kirghizistan († 18 juillet 2016)
- 20 décembre : François Fonlupt, prélat français, archevêque d'Avignon
- 28 décembre : Emmanuel Delmas, prélat français, évêque d'Angers
- Date précise inconnue : Bernard Joassart, prêtre jésuite et enseignant belge

## Décès
- 22 janvier : Luca Ermenegildo Pasetto, prélat italien de la Curie, dernier patriarche latin titulaire d'Alexandrie (° 17 septembre 1871)
- 31 janvier : Maurice Dubourg, prélat français, archevêque de Besançon (° 8 août 1878)
- 5 février : Ernest Costa de Beauregard, prélat français, évêque de Dijon (° 23 janvier 1868)
- 22 février : Jean Sigala, prêtre, résistant, déporté, philosophe et enseignant français (° 29 mai 1884)
- 6 mars : Massimo Massimi, cardinal italien de la Curie (° 10 avril 1877)
- 10 mars : Ferdinand Cavallera, prêtre jésuite, théologie et enseignant français (° 26 novembre 1875)
- 28 mars : Bienheureux Jean-Baptiste Malo, prêtre, missionnaire au Laos et martyr français (° 2 juin 1899)
- 16 mai : Bienheureux Vladimir Ghika, prêtre et martyr roumain du communisme (° 25 décembre 1873)
- 2 juin : Bienheureux Joseph Thao Tiên, prêtre et martyr laotien (° 5 décembre 1918)
- 26 juin : Bienheureux Jacques de Ghazir, prêtre capucin libanais, fondateur des Franciscaines de la Croix du Liban (° 1er février 1875)
- 2 juillet : Henri Van Schingen, prélat jésuite et missionnaire belge, vicaire apostolique du Kwango et évêque titulaire de Phèlbes (de) (° 3 décembre 1888)
- 4 juillet : Bienheureuse Lucia Ripamonti, religieuse italienne (° 26 mai 1909)
- 7 juillet : Tharcise Cherrier, prêtre franciscain et poète français (° 24 octobre 1891)
- 13 juillet : Théophile Moreux, prêtre, astronome et météorologue français (° 20 novembre 1867)
- 6 août : Stanislas Baudry, prélat et missionnaire français, évêque de Xichang (° 27 novembre 1887)
- 26 août : Filippo Bernardini, prélat italien, diplomate du Saint-Siège et archevêque titulaire d'Antioche-en-Pisidie (de) (° 11 novembre 1884)
- 30 août : Bienheureux Alfredo Ildefonso Schuster, cardinal bénédictin italien, archevêque de Milan (° 18 janvier 1880)
- 11 septembre : Licinio Refice, prêtre et compositeur italien (° 12 février 1883)
- 4 octobre : Francesco Borgongini-Duca, cardinal italien, diplomate du Saint-Siège et archevêque titulaire d'Héraclée-en-Europe (de)  (° 26 février 1884)
- 18 octobre : Raoul Harscouët, prélat français, évêque de Chartres (° 14 juin 1874)
- 21 octobre : Domenico Jorio, cardinal italien de la Curie (° 7 octobre 1867)
- 10 novembre : Giuseppe Bruno, cardinal italien de la Curie (° 30 juin 1875)
- 27 novembre : Juan Gualberto Guevara, premier cardinal péruvien, archevêque de Lima (° 12 juillet 1882)
- 4 décembre : Saint Jean Calabria, prêtre italien, fondateur des Pauvres serviteurs et des Pauvres servantes de la Divine Providence (° 8 octobre 1873)
- 8 décembre : Ernest Dimnet, prêtre et écrivain français (° 9 juillet 1866)
- 25 décembre : Louis Le Hunsec, prélat et missionnaire français, vicaire apostolique de Sénégambie et évêque titulaire d'Europus (de) puis archevêque titulaire de Marcianopolis (de) (° 6 janvier 1878)